# Хадзипетрос, Христодулос
Христодулос Хадзипетрос (греч. Χριστόδουλος Χατζηπέτρος; 1794, Нерайдохори, Трикала, — 1869, Афины) — известный участник Греческой войны за независимость 1821—1829 гг., генерал-майор армии Греческого королевства.

## Биография
Родился в селе Нерайдохори фессалийского нома Трикала в 1794 году. Отец его, Георгиос Хадзипетрос, был состоятельным человеком и послал сына на учёбу в город Серре. Но Христодулос прервал учёбу и отправился в Вену, где стал коммерсантом.
Здесь в Вене, при представившимся случае, «18-летний гигант предстал перед Наполеоном, пытаясь привлечь его к освобождению Греции».
Христодулос оставался в Вене до 1813 года, а затем вернулся на родину. В 1819 году был посвящён в революционное общество «Филики Этерия».
С началом греческой революции образовал свой отряд и поднял восстание в истоках реки Ахелоос.
В первом большом сражении при Маври Пулиа 30 июля 1821 года повстанцы Хадзипетроса потерпели поражение от осман.
13 сентября 1825 года, во главе 300 бойцов, Хадзипетрос вошёл в осаждённый турками и египтянами Месолонгион и принял участие в обороне города.
Здесь Хадзипетрос возглавил гарнизон островка Клисова, во главе которого участвовал в прорыве осаждённых из города. Хадзипетрос был в числе нескольких сотен оставшихся в живых после этого прорыва.
В сентябре 1826 года во главе 600 бойцов примкнул к армии Караискакиса, став его заместителем в экспедиции по освобождению Средней Греции.
В ходе этого похода отличился при Арахове.
Принял участие и вышел живым из печального для повстанцев сражения при Фалероне. Был у смертного одра Караискакиса и был одним из трёх соратников, с кем командующий простился перед смертью.
При Каподистрии стал тысячником. В этом звании принял участие в августе 1829 года в победном и завершающем войну сражении при Петре.
Сражением при Петре закончилась война и возникло государство в тесных пределах Южной и Средней Греции. Родина Хадзипетроса Фессалия оставалась вне пределов возрождённого государства.
Историком и участником войны Касомулисом отмечен следующий диалог между Хадзипетросом и Каподистрией. Хадзипетрос заявил: «Дайте нашим тысячам хорошее снабжение, и мы дойдём до Константинополя». На что Каподистрия ответил народной прибауткой: «Куда ты рвёшься, хромой петух. Иду на Полис (Константинополь). Но даже если мы дойдём до Константинополя, то нас всё равно вынудят вернуться назад». На этом урок геополитики был закончен.

## В эпоху Греческого королевства

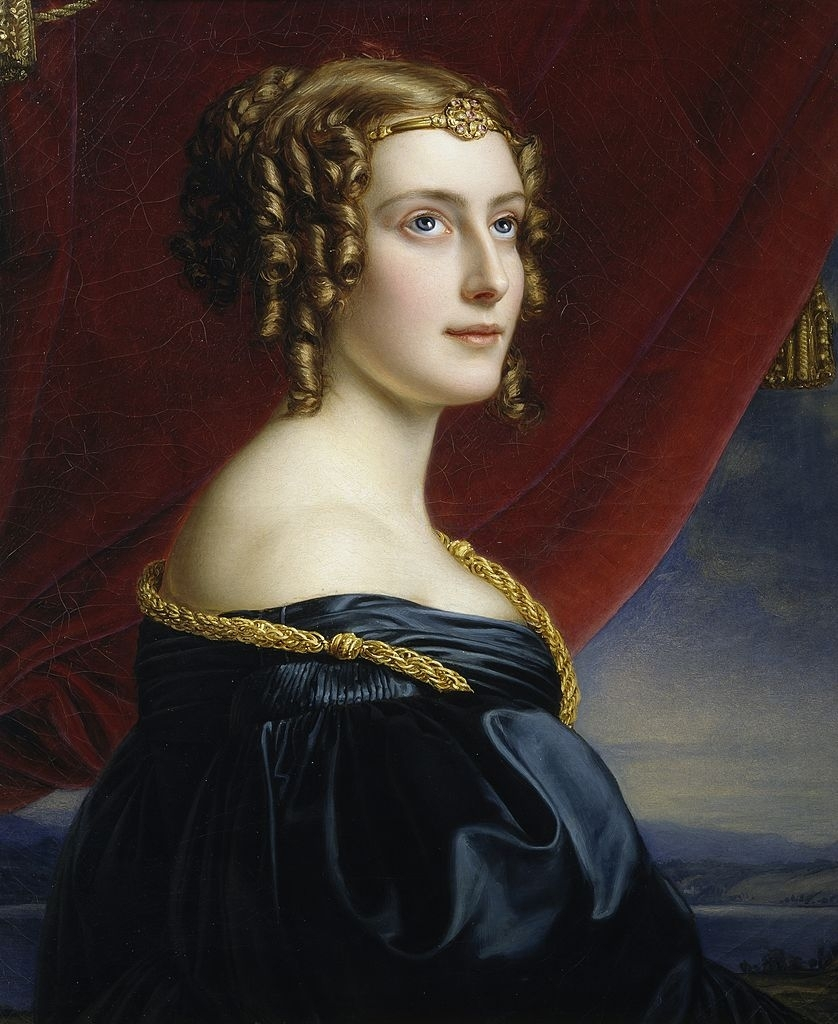
Художник Штилер, Йозеф Карл. Портрет Джейн Дигби

При короле Оттоне Хадзипетрос политически принадлежал к так называемой французской партии.
Некоторое время был адъютантом короля, получив звание генерал-майора.
Будучи адъютантом Оттона, Хадзипетрос познакомился с Джейн Дигби. Хадзипетрос стал её любовником. Непривычный скандал для общества маленькой тогда столицы послужил причиной того, что Хадзипетрос был лишён должности королевского адъютанта.
Во время Крымской войны 60-летний Хадзипетрос возглавил экспедицию и восстание против осман в Фессалии (см. Греция в годы Крымской войны).
Хадзипетрос победил осман у села Лутра на равнине Кардицы. Дал бой 8 апреля против многократных сил осман у Мегала Каливиа и 10 мая занял город Каламбака. После большого османского контрнаступления продержался 3 дня в осаждённой Каламбаке, после чего, в июне, ушёл на территорию Греческого королевства, где был встречен как герой приграничным населением.
В антимонархической революции 1862 года Хадзипетрос остался верен королю Оттону. После его низложения, будучи в немногочисленной свите короля, последовал за ним в Баварию, но позже вернулся в Грецию.
Умер в Афинах 29 октября 1869 года. Его сын, Эфтимий Хадзипетрос, также стал офицером.